# Unterammergau
Unterammergau is een plaats in de Duitse deelstaat Beieren, en maakt deel uit van het Landkreis Garmisch-Partenkirchen.
Unterammergau telt 1.546 inwoners.

## Bekendheid
Unterammergau wordt genoemd in het lied "Heut kommt der Hans zu mir", dat later werd geparodieerd door Brigitte Kaandorp. 
Bad Bayersoien ·
Bad Kohlgrub ·
Eschenlohe ·
Ettal ·
Farchant ·
Garmisch-Partenkirchen ·
Grainau ·
Großweil ·
Krün ·
Mittenwald ·
Murnau a.Staffelsee ·
Oberammergau ·
Oberau ·
Ohlstadt ·
Riegsee ·
Saulgrub ·
Schwaigen ·
Seehausen a.Staffelsee ·
Spatzenhausen ·
Uffing a.Staffelsee ·
Unterammergau ·
Wallgau
Gemeentevrij gebied: Ettaler Forst